# João Botelho
João Manuel Relvas Leopoldo Botelho (Lamego, 11 maggio 1949) è un regista e sceneggiatore portoghese.

## Biografia
Venne insignito dell'Ordine dell'Infante Dom Henrique, ordine cavalleresco del Portogallo. Studiò all'università di Coimbra e si specializzò nel cinema all'Escola Superior de Cinema do Conservatório Nacional. Si sposò con Leonor Pinhão da cui ebbe tre figli: Francisco Pinhão Botelho, António Pinhão Botelho e Joana Pinhão Botelho.
João Botelho è incluso, in occasione dell'uscita del film Un addio portoghese del 1986, tra i grandi del cinema portoghese, questa piccola nazione che si affaccia sull'Oceano, così  Marc Chevrie su Cahiers du cinéma, insieme a Oliveira, Margarida Cordeiro e António Reis, Paulo Rocha. Lo stesso critico ricorda che con Conversazione conclusa, rivelatosi a Cannes nel 1981, Botelho aveva gettato il proprio sguardo sulla letteratura portoghese attraverso due poeti, Fernando Pessoa e Mario de Sa-Carneiro, considerati i fondatori del Modernismo.
È lo stesso Botelho, nell'intervista che segue l'articolo, che racconta la propria storia di giovane cineasta in rapporto alla cultura portoghese, soffermandosi sulla figura di Manoel de Oliveira, che considera un vero e proprio maestro. Botelho, raccontando delle conversazioni avute con lui e collocandole nello spazio delle passeggiate lungo l' Avenida da Liberdade, puntualizza come l'influenza di Oliveira sia stata di tipo morale e di come ne abbia compreso la coerenza, considerato come il grande regista realizzasse nella sua vita soltanto i film che sceglieva di fare.

## Filmografia parziale
- O Alto do Cobre (1976)
- Alexandre e Rosa - cortometraggio (1978)
- Conversazione conclusa (Conversa Acabada) (1982)
- Un addio portoghese (Um Adeus Português) (1986)
- Tempi difficili (Tempos Difíceis) (1988)
- Qui sulla terra (Aqui na Terra) (1993)
- Três Palmeiras (1994)
- Tráfico (1998)
- Quem És Tu? (2001)
- O Fatalista (2005)
- A Corte do Norte (2008)
- Os Maias: Cenas da Vida Romântica (2014)
- O Cinema, Manoel de Oliveira e Eu (2016)
- Quem És Tu? (2021)
- O Fatalista (2025)